# Pearl Poet
Il Poeta del "Galvano", noto anche come Poeta del (poema) "Pearl" (fl. ca. 1375–1400), è il nome dato all'autore dell'opera medievale Galvano e il Cavaliere Verde, un poema allitterativo scritto nel XIV secolo, composto in medio inglese.
Quest'autore sembra esser stato molto prolifico dato che gli vengono attribuiti altri scritti importanti tra cui Pearl, Patience e Cleanness; alcuni studiosi ipotizzano che possa aver realizzato anche il Saint Erkenwald. Salvo l'ultimo (trovato in BL-MS Harley 2250), tutte queste opere sono note da un unico codice sopravvissuto, presente alla British Library, ossia il manoscritto siglato Cotton Nero A.X. Questo corpus di lavori include alcune tra le poesie più apprezzate scritte in inglese medievale.
"L'Autore del Galvano" non è identificato. Vari studiosi hanno suggerito che sia stato un esponente della famiglia di proprietari terrieri Massey del Cheshire, e in particolare John Massey di Cotton. Comunque, questa teoria non è ampiamente accettata dall'accademia, e le etichette di "Poeta del Pearl" o "Poeta del Galvano" (in lingua inglese "Pearl Poet" e/o "Gawain Poet") sono quelle più utilizzate.